# Brunfelsia densifolia
Brunfelsia densifolia är en potatisväxtart som beskrevs av Carl Karl Wilhelm Leopold Krug och Urb. Brunfelsia densifolia ingår i släktet Brunfelsia och familjen potatisväxter. Inga underarter finns listade i Catalogue of Life.